# وقت المشروع الفرعي
بعض أرباب العمل يقدمون فائدة للموظفين تشكل ضمانًا منهم بأن الموظفين يمكنهم العمل على مشاريعهم الشخصية خلال جزء من وقت العمل (عادة نسبة مئوية) وتكون فترة العمل في المشاريع الجانبية محدودة بشرطين: أن العمل الذي يعمل به الموظف هو ملك فكري لصاحب العمل، إذا طُلب ذلك يجب أن يكون بإمكان الموظف تقديم تفسير حول كيف يفيد المشروع الشركة بطريقة ما حتى لو كان ذلك بصورة غير مباشرة.
تُعتبر جوجل مسؤولة عن نشر مفهوم الـ 20%  الذي أدى إلى تطوير منتجات مثل Gmail وAdSense، رغم أن استمرارية البرنامج أثار تساؤل حولها إلا أن جوجل تؤكد أنها لا تزال تدير برنامجًا نشطًا.
تشمل بعض الشركات الكبيرة الأخرى التي قدمت في وقت ما هذه الفائدة الـ BBC (10٪) وأبل (عدة أسابيع متتالية سنويًا)، وAtlassian (20٪). جربت بعضها مثل LinkedIn نسخًا أكثر تقييدًا من مثل هذه المبادرات؛ حيث يجب على الموظفين أن يقدموا مشروعهم للمراجعة والموافقة من قبل مديرهم للعمل عليه خلال وقت العمل في الشركة.
تمتنع بعض الأكاديميين مثل أبراهام ووكر أستاذ علم الاجتماع في كلية كوينز، عن فترة العمل على المشاريع الجانبية باعتبارها "استغلالية" بسبب كيفية منح أرباب العمل حقوق الملكية الفكرية على أفكار الأعمال الشخصية لموظفيهم التي لم يطلبوا أبدًا أن تعمل عليها بخلاف ذلك.

## تاريخ

### 3 مليون و 15% من الوقت
مشروع الـ15% كانت مبادرة أطلقتها شركة 3M. في ذلك الوقت، كانت قوى العمل في الولايات المتحدة تتألف من فرص توظيف قليلة المرونة في هياكل أعمال صارمة.  بعد انتهاء الحرب العالمية الثانية، وضعت 3M شعارًا: "ابتكر أو مت"، مما أتاح للشركة فرصًا للابتكار وشجع على إطلاق هذا البرنامج.[بحاجة للمصدر] كان لهذا المشروع الأصلي نتائج ناجحة للغاية، حيث كانت خلال هذه الفترة من العمل على المشاريع الجانبية التي اخترع فيها آرثر فراي الورقة اللاصقة المعروفة باسم "البوست إيت نوت".

#### تنفيذ جوجل
منذ قبل طرح أسهمها للاكتتاب العام في عام 2004 ، شجع مؤسسو Google على نظام المشروع البنسبي 20%. ضمن Google، أصبح هذا المبادرة معروفة باسم "مشروع الـ20%". كان يُشجع الموظفون على قضاء ما يصل إلى عشرين في المائة من وقت عملهم المدفوع في متابعة مشاريعهم الشخصية. كان هدف البرنامج هو تحفيز الابتكار لدى المشاركين وزيادة إمكانيات الشركة في النهاية. كان مشروع الـ20% في Google مستوحى من برنامج مماثل أطلقته شركة 3M العملاقة في مجال التصنيع في عام 1948، حيث كان يُضمن للموظفين "15% من الوقت" لتخصيص ما يصل إلى 15 في المائة من ساعات العمل المدفوعة لاهتمام شخصي؛ فيما يتعلق بـ Google، نشأت كل من Gmail و AdSense من مشاريع جانبية.
مع اعتراف بالفوائد الواضحة للحفاظ على مثل هذا النظام، قامت المدارس بتكرار هذا النظام لطلابها في بيئة الفصل الدراسي. إن إنتاج أعمال محفزة إبداعياً وغير مصنفة من هذا القبيل يسمح للأقران بتجربة الأفكار دون خوف من التقييم ويزيد من مشاركتهم في دراستهم العامة. يقول بعض موظفي Google إن الشركة قد ألغت فترة الـ20٪ بشكل كامل، أو أعادت تصميمها عن مفهومها الأصلي. ومع ذلك، تؤكد الشركة أن فترة الـ20٪ ما زالت قائمة.
مشروع الـ20٪ مسؤول عن تطوير العديد من خدمات Google. نصح المؤسسان سيرغي برين ولاري بيج العاملين بـ "قضاء 20٪ من وقتهم في العمل على ما يعتقدون أنه سيفيد Google أكثر". خدمة البريد الإلكتروني "Gmail" في Google تم إنشاؤها بواسطة المطور بول بوشهايت خلال فترة الـ20٪ لديه. في مشروعه "كاريبو"، استخدم بوشهايت معرفته من تجربته في مجال البرمجيات في الجامعة لإنشاء الخدمة. الحرية في استخدام وقته بهذه الطريقة سمحت له في النهاية بتطوير خدمة Google أساسية. زميلة بوشهايت، سوزان ووجسيكي، استفادت من وقتها لإنشاء منتجهم  AdSense. أخيرًا، قام المطور كريشنا بهارات بإنشاء Google News كمشروع فردي وهواية.

##### شركات أخرى
شركة Atlassian الأسترالية تعتمد مشروع الـ20٪ منذ عام 2008. أكد المؤسس المشارك مايك كانون-بروكس أن "الابتكار يتباطأ مع نمو الشركة". ولذلك تمت إدخال هذا النظام لإعادة إلهام الابتكار. كان إطلاق النظام جزءًا من تجربة لمدة ستة أشهر، حيث تمنح مليون دولار للمهندسين وتتيح لهم العمل على مشاريع خاصة استنادًا إلى اهتماماتهم الشخصية. جزء من هذا الوقت البالغ 20٪ يشمل "يوم الشحن" السنوي، حيث يتحدى الموظفون بمهمة إنشاء أي منتج ثم شحن هذا العنصر في غضون 24 ساعة. خلال هذا اليوم، قام الموظفون بإنشاء منتجات تتراوح بين تحسين الجعة إلى تحديثات برمجيات 'Jira'.

## مشاريع بارزة

### أد سينس
مشروع الـ20٪ ساعد في تطوير AdSense، وهو برنامج يمكن الناشرين من إنتاج إعلانات وسائط لجمهور مستهدف. يسمح هذا الخدمة لناشري مواقع الويب بتحقيق إيرادات بناءً على عدد النقرات. تم إطلاق هذه الخدمة بشكل عام في 18 يونيو 2003. صاغ فكرة هذه الخدمة مؤسس Gmail بول بوشهايت، الذي أراد عرض إعلانات مناسبة ضمن خدمة Gmail، ولكن تم متابعة المشروع من قبل سوزان ووجسيكي، التي قامت بتشكيل فريق من المطورين الذين أنشأوا المنصة في فترة الـ20٪ المخصصة لهم. بعد عامين من بدء التنفيذ، كانت الخدمة تولد 15 في المائة من إيرادات الشركة. يمكن للخدمة الآن تقديم إعلانات بصورة نص بسيط، أو فيديو فلاش، أو وسائط غنية.

#### أخبار جوجل
متجمع الأخبار Google News هو نتيجة أخرى لمشروع الـ20٪. تم إطلاق Google News في عام 2006، على الرغم من أن الإصدار التجريبي قد تم في سبتمبر 2002. كان مبتكر هذه الخدمة هو كريشنا بهارات، الذي قام بتطوير هذا البرنامج في وقت مشروعه المخصص. تستمد الخدمة من 20,000 ناشر مختلف، وتقدم مقالات بـ 28 لغة. الآن، تحتوي الخدمة على العديد من الميزات الجديدة، بما في ذلك Google News Alerts، الذي يرسل "تنبيهات" عبر البريد الإلكتروني حول مواضيع الكلمات الرئيسية المختارة.

##### جوجل دريميل
تم تصوير فكرة Dremel في Google في عام 2006 كمشروع "20 في المائة" من قبل أندريه غوباريف.

###### أطلسيان
في عام 2008، أعلنت Atlassian عن "تجربة الوقت البنسبي 20%"، وهي تجربة لمدة ستة أشهر تم تمديدها لتشمل عامًا كاملاً. بعد ستة أشهر من بدء المشروع، شهدت الشركة تحسينات كبيرة في Jira وBamboo وConfluence. قدم فريق Bamboo Stash 1.0 في مايو خلال وقت المشروع المخصص. خلال فعاليتين مخصصتين لـ "أسبوع الابتكار"، قدمت الشركة 12 ميزة. في نهاية التجربة، أعرب المطورون الذين شملهم الاستطلاع عن أن أكبر مشكلة واجهوها كانت في جدولة الوقت للعمل على مشروع الـ20٪ بالإضافة إلى الضغط لتقديم ميزات جديدة وإصلاح الأخطاء. نتيجةً لذلك، واستنادًا إلى عدد المطورين الذين شاركوا فعليًا، كان الوقت المخصص أقرب إلى "1.1% من الوقت".
مبادرة ذات صلة هي "تحدي الشحن" لمدة 24 ساعة كل ربع سنوي في Atlassian، والتي تسمح للموظفين بمتابعة أي مشروع. في الماضي، استخدم الموظفون هذا الوقت لتحسين Jira Service Desk  وتحسين برمجيات Jira لشاشات التحميل.

## المزايا والمضار
مشروع الـ20٪ مصمم للسماح للموظفين بالتجربة بدون ضغط تراجع الشركة أو التهديد بفقدان الوظيفة. بالنسبة للشركات التي تزدهر من ولادة الخدمات والمنتجات، يعد التفكير الابتكاري وريادة الأعمال أمرًا حيويًا للنجاح.
ومع ذلك، يمكن أن يؤثر مشروع الـ20٪ سلبًا على إنتاجية الشركة التشغيلية. يمكن أن يؤثر فقدان الوقت الذي كان يُنفق سابقًا على مشاريع رئيسية موجهة للشركة بشكل سلبي على الأداء العام للشركة.
توزيع وقت هذا المشروع غير ثابت. وأشارت ماريسا ماير، الرئيس التنفيذي السابق لجوجل والرئيس التنفيذي لشركة ياهو، إلى أن "يجب أن أخبركم بالسر القذر لوقت الـ20٪ في جوجل، إنه حقًا وقت بنسبة 120٪".
ذُكر أن مشروع الـ20٪ كان "ميتًا تمامًا". وهذا يثير القلق لأنه يشير إلى أن هذا المشروع قد يكون مدمرًا على المدى الطويل. وفي كتاب لازلو بوك، المدير التنفيذي في جوجل، "قواعد العمل!"، يشير إلى أن هذا المفهوم قد "تذبذب". ويقول إن الموظفين يخصصون في الواقع 10٪ من وقتهم للمشاريع الشخصية، مع زيادة في وقت التركيز بعد بداية الفكرة في "إظهار التأثير". ويذكر أن "فكرة وقت الـ20٪ أهم من واقعها". يجب دائمًا أن يكون الموظفون محفزين نحو الابتكار الفردي، ولكن يجب أن يعملوا "إلى حد ما خارج خطوط الإدارة الرسمية".
Atlassian يمكن أن تُستخدم كمثال على تأثيرات مشروع الـ20٪. قام مؤسس Atlassian، مايك كانون-بروكس، بتنفيذ مشروع الـ20٪ كاختبار لرؤية ما إذا كان ينتج أي تحسينات قابلة للملاحظة أو تأثيرات ضارة على إنتاج الشركة. قاموا بتمويل تجربة لمدة ستة أشهر بمليون دولار أسترالي. خلال هذه العملية، تناول الموظفون صعوبات هيكلية جوهرية داخل النظام. ذكر أحد الموظفين أنه من الصعب تحقيق توازن في هذا الوقت المخصص "بين كل الضغوط لتقديم ميزات جديدة وإصلاح الأخطاء"؛ أدى البرنامج إلى المزيد من المواعيد النهائية لموظفيهم. نتيجةً لذلك، اكتشفت الشركة أن هذا المشروع بنسبة 20٪ في الواقع أصبح 1.1٪ من وقت عملهم. وواجهوا مشكلة أخرى في صعوبة التنظيم والعمل الجماعي في المشاريع. حيث كان يتعين على الموظفين تنظيم مجموعات لإنشاء برمجيات جديدة، ولكنهم واجهوا صعوبة في العمل مع الموظفين الذين كان لديهم التزامات أخرى وجداول زمنية بديلة. أظهرت مدونات الشركة إشارات أقل إلى مشروع الـ20٪ على مدى العقد الماضي، مع إشارات إلى أن هذا النظام يفقد تأثيره في ممارسات الطويلة الأمد. يظهر يوم "Ship It" للشركة لا يزال يبرز ازدهار الوقت المخصص للابتكار القائم على الموظفين.